# Fimbristylis amplocarpa
Fimbristylis amplocarpa är en halvgräsart som beskrevs av Ethirajalu Govindarajalu. Fimbristylis amplocarpa ingår i släktet Fimbristylis och familjen halvgräs. Inga underarter finns listade i Catalogue of Life.